# 블루테 소스

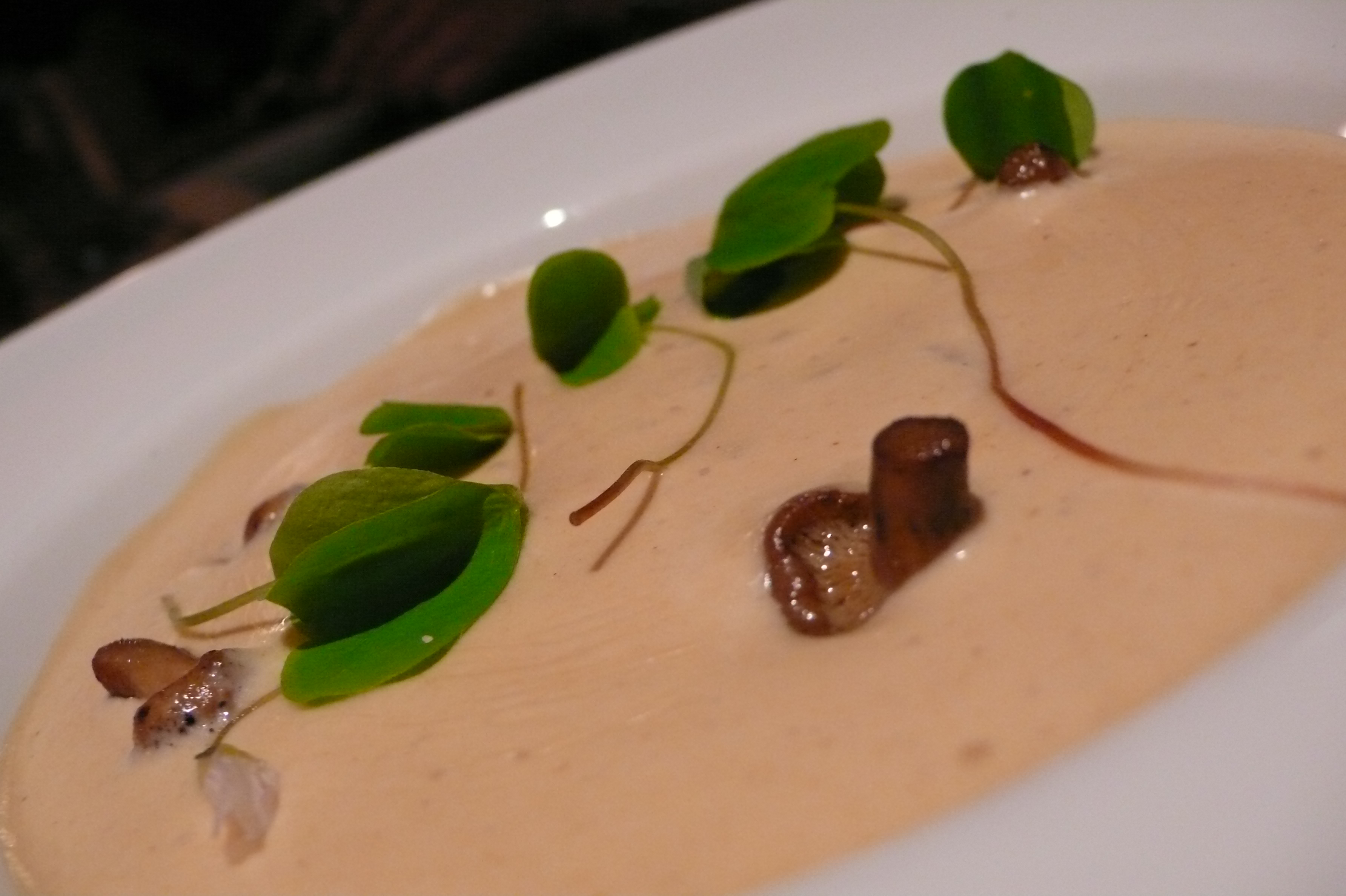

블루테 소스(sauce veloutée 소스 블루테[*])는 프랑스 요리의 5가지 기본 소스 중 하나이다. 루에 송아지고기 등을 사용한 화이트 스톡 또는 생선 스톡 등을 넣어 만든다.